# 十一試特殊水上偵察機

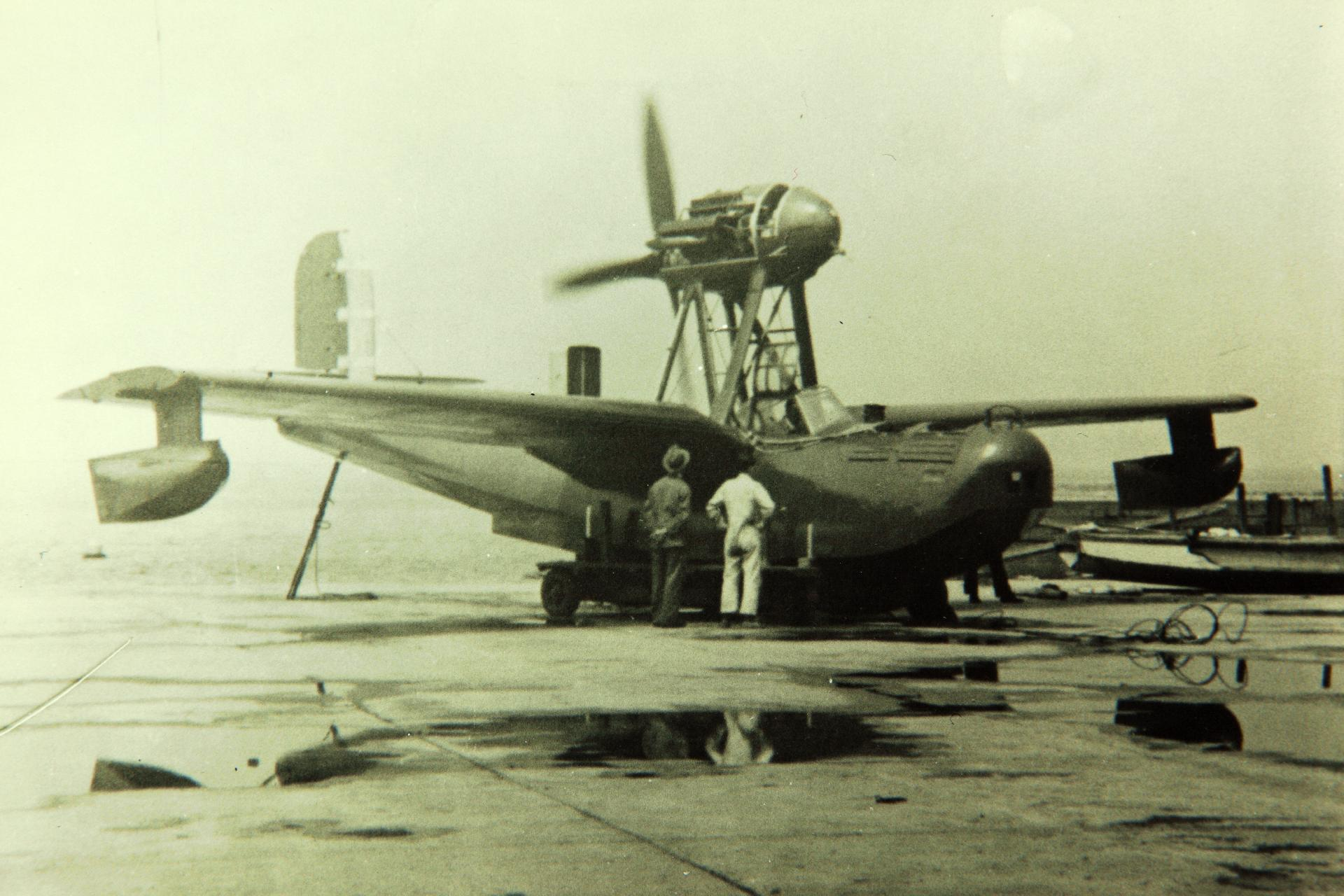
E11K

十一試特殊水上偵察機（じゅういちしとくしゅすいじょうていさつき）または十一試特種水上偵察機は、川西航空機と愛知航空機が試作した夜間偵察機。愛知が試作した機体は、1938年（昭和13年）に正式採用され、九八式水上偵察機となった。ここでは、川西航空機製作の機体（略符号E11K1）について述べる。外観的には愛知機よりも進歩的であったが、安定性が悪く、不採用となった。

## 概要
1936年（昭和11年）10月、日本海軍は、九六式水上偵察機の後継機となる機体を、十一試特殊水上偵察機の名称で、川西と愛知に対して発注した。愛知は九六式水上偵察機をより洗練させた複葉式の飛行艇を製作した。これに対し川西は、前回、九六式水上偵察機（旧称・九試夜間水上偵察機）の競作で愛知に敗れているだけに、斬新な設計の機体で審査に臨むことになった。
川西の機体は愛知とは異なり、単葉式の飛行艇で、これまでの日本機にはない斬新な機体であった。艇体は全体に細身で丸みが強く、この機体にガルタイプの主翼を肩翼式に取り付けていた。胴体上部に櫓式の支持架を設け、ここに九一式二二型液冷エンジンを推進式に配置した。エンジンの冷却器は、胴体後部にエンジンの支持架と並んで立つ形をとった。翼端の補助フロートは、空気抵抗を軽減するため、飛行中は外側に引き上げられるようになっていた。
試作1号機は1937年（昭和12年）6月に完成し、愛知機と共に海軍の比較審査を受けた。その結果、奇抜な機体は軍からも注目されたものの、性能的には速度性能が多少上回った他は、重量過多気味で、多くの面で愛知機より劣ることが判明した。特に、操縦性、安定性が悪いことは、夜間偵察機としては致命的とされた。また新機軸であった引き上げ式の翼端フロートは複雑な構造のため整備に手間取り、しかも思った程の性能向上に繋がっていなかった。様々な改修が試みられたが改善されなかったため、結局試作機が2機製作されただけであえなく不採用となった。
当初の名称は「十一試特種水上偵察機」だったが、のちに「十一試特殊水上偵察機」に改められている。
2機の試作機はその後海軍が領収し、陸上用引上式車輪を追加する等の改造を施して、要人輸送や連絡任務に使用された。なお、この際に名称を「九六式輸送機」、あるいは「九七式輸送機」としたとする文献があるが、海軍がその使用機の名称を公式に定めたものである内令兵『航空機の名称』は、「九六式水上偵察機を輸送機に改造せるもの」を「九六式輸送機」、「川西十一試特種水上偵察機を輸送機に改造せるもの」を「九七式輸送機」としている。

## スペック
- 全長： 11.90 m(11.80m)
- 全幅： 16.19 m(16.00m)
- 全高： 4.50 m ( 4.40m)
- 主翼面積： 38.0 m2
- 全備重量： 3,300 kg (3,860kg )
- エンジン： 愛知九一式一型水冷W型12気筒　620hp (愛知九一式二型水冷W型12気筒・離昇750hp・公称600hp)
- 速度： 231 km/h
- 航続距離： 1,519 km / 8.4h
- 実用上昇限度： 3,795m
- 武装： 7.7 mm（艇首旋回）機関銃 × 1
- 乗員： 3名
  - (括弧内は輸送機型スペック)[2]